# Gogney
Gogney település Franciaországban, Meurthe-et-Moselle megyében. Lakosainak száma 56 fő (2022. január 1.). Gogney Foulcrey, Richeval, Blâmont, Frémonville, Igney és Repaix községekkel határos.

## Népesség
A település népességének változása:
| Lakosok száma | 102  | 81   | 69   | 56   | 47   | 47   | 46   | 50   | 52   | 56   |
|               | 1968 | 1982 | 1990 | 2006 | 2013 | 2015 | 2017 | 2019 | 2020 | 2022 |